# Giuliano Piazzi
Giuliano Piazzi (Bologna, 27 dicembre 1933 – Bologna, 11 luglio 2014) è stato un sociologo italiano.
Il suo contributo fu determinante per l'affermazione della sociologia in Italia e in particolare a Bologna.

## Biografia
Giuliano Piazzi, professore ordinario di sociologia, titolare della cattedra di Teoria sociologica presso la Facoltà di Sociologia dell'Università di Urbino Carlo Bo fino al 2005. 
Laureatosi all'Università di Firenze in Scienze Politiche con Giovanni Sartori, nel 1970 diviene membro dell'Istituto di Sociologia della Facoltà di Scienze Politiche dell'Università di Bologna dove ha insegnato Storia del pensiero sociologico e Sociologia della Conoscenza.
Tra le tematiche e le aree cui ha rivolto il suo interesse, spiccano la teoria sociologica, la teoria dei sistemi sociali e in particolare l'analisi critica della teoria della società di Niklas Luhmann, alla cui ricezione in Italia Giuliano Piazzi ha significativamente contribuito; le implicazioni antropologiche nel rapporto individuo-società; le radici storiche della modernizzazione, la nascita dell'individualismo agrario e della cultura borghese nell'Europa del XVIII secolo e il passaggio dal valore d'uso al valore di scambio della terra.
Numerose sono le pubblicazioni nell'ambito della teoria sociologica e sul rapporto individuo-società.
Collaborazioni
Dal 2002 è stato membro in qualità di esperto dell'Osservatorio Permanente dell'Integrazione Scolastica delle persone in situazione di handicap, ricostituito dal MIUR il 26 aprile 2002 con decreto del Ministro Moratti, dopo l'abolizione con la legge 28.12.2001, n. 448 (finanziaria 2002).
Nel 1987 inizia la collaborazione tra Giuliano Piazzi, allora direttore dell'Istituto di Sociologia dell'Università di Urbino Carlo Bo, e Mariano Loiacono, psichiatra e direttore del Centro di Medicina Sociale dell'Azienda ospedaliero-universitaria “Ospedali Riuniti” di Foggia, per affrontare i temi del mutamento antropologico e del "disagio diffuso". In questo ambito Giuliano Piazzi dal 2003 al 2005 è stato direttore del LAM Studium (Laboratorio di Antropologia del Mutamento e Studi Umanistici), finalizzato a superare le tradizionali interpretazioni e prassi applicate al disagio diffuso, in campo assistenziale, di ricerca-formazione e di organizzazione della rete territoriale.

## Opere
- Don Martindale, Tipologia e storia della teoria sociologica, A. Izzo (a cura di), trad. N. Greppi, G. Piazzi, Il Mulino, Bologna 1968.
- G. Piazzi, I rapporti tra storia e sistematica della teoria in R. K. Merton, 1969.
- G. Piazzi, Autogestione, partecipazione e valori, FrancoAngeli, Milano, 1973.
- G. Piazzi, Anomia e comportamento istituzionale nella società contemporanea, in "Studi sassaresi", Giuffrè, Milano, 1973.
- G. Piazzi, Dalla personalità al comportamento, in "La ricerca sociale", n. 1, 1976.
- G. Piazzi, Valore di scambio, in L. Benvenuti, G. Piazzi, A. Roversi, Argomenti di sociologia, Pàtron, Bologna, 1977, Collana di Sociologia diretta da Achille Ardigò.
- G. Piazzi, Soggettività e comportamento, Prefazione di Giorgio Prodi, FrancoAngeli, Milano, 1978.
- G. Piazzi, Introduzione al sapere sociologico, Montefeltro, Urbino, 1979.
- G. Piazzi, Il senso della complessita: ipotesi antropologiche per una sociologia del territorio, in 'Sociologia urbana e rurale', I, n°1, 1979.
- G. Piazzi, Teoria dell'azione e complessità, FrancoAngeli, Milano, 1984.
- C. Cipolla, G. Piazzi, Il disincanto affettivo: ricerca sulla condizione giovanile in un contesto di terza Italia, FrancoAngeli, Milano, 1985.
- G. Piazzi, Il concetto di senso in un'ipotesi di lettura del territorio, in 'Sociologia Urbana e Rurale', n. 19, 1986.
- G. Piazzi, Comunicazione, senso e fenomenologia, in 'Studi Urbinati', Anno LX, 1987.
- G. Piazzi, Prefazione a C. Baraldi, G. Corsi, E. Esposito, Semantica e comunicazione: l'evoluzione delle idee nella prospettiva sociologica di Niklas Luhmann, CLUEB, Bologna, 1987.
- G. Piazzi, Differenziazione sociale e turismo, in P. Guidicini - A. Savelli (a cura di), "Il turismo in una società che cambia", FrancoAngeli, Milano, 1988.
- G. Piazzi, Salute e malattia nel quadro della differenziazione sociale della società: aspetti etici, Sociologia Urbana e Rurale, n. 29, 1989, pp. 29–41.
- G. Piazzi, Tossicodipendenze e contraddizioni morali, in 'Sociologia Urbana e Rurale', anno XI, n. 30, FrancoAngeli, Milano, 1989.
- G. Piazzi, Prefazione a C. Baraldi, Socializzazione e autonomia individuale: una teoria sistemica del rapporto tra comunicazione e pensiero, FrancoAngeli, Milano, 1992.
- G. Piazzi, Nella terra di nessuno, intervista in 'Animazione Sociale', gennaio, n. 1, 1994.
- C. Baraldi, G. Piazzi, Differenze e disuguaglianze tra bambini: i problemi del disagio, Istituto Italiano di Medicina Sociale, 1995.
- G. Piazzi, La ragazza e il Direttore, FrancoAngeli, Milano, 1995.
- G. Piazzi, Introduzione ad A. Pitasi, Tra la vita e la morte: comunicazione sociale e pluralismo nell'unione europea multiculturale, L'harmattan Italia, 1995.
- C. Baraldi, G. Piazzi, Costruzioni sociali del gruppo. Un programma di ricerca teorica ed empirica, Quattroventi, Urbino, 1996.
- C. Baraldi, G. Piazzi, Il contributo dell'epistemologia sistemica alla conoscenza sociologica, in R. Gubert - L. Tommasi (a cura di), "Teoria sociologica ed investigazione empirica. La tradizione della Scuola sociologica di Chicago e le prospettive della sociologia contemporanea", FrancoAngeli, Milano 1ª ed. 1996.
- G. Piazzi, La società come comunicazione e il suo rapporto con la modernità: il valore della storia, in "Sociologia della Comunicazione" 13(26), 1996.
- C. Baraldi, G. Piazzi, Sistemi sociali e persone. Achille Ardigò e la teoria di Niklas Luhmann, in C. Cipolla e S. Porcu (a cura di), "La sociologia di Achille Ardigò", FrancoAngeli Milano, 1997.
- C. Baraldi, G. Piazzi, (a cura di), La comunità capovolta. Bambini a San Patrignano, FrancoAngeli, Milano, 1998.
- G. Piazzi, Il Principe di Casador, Quattroventi, Urbino, 1ª ed. 1999.
- G. Piazzi, Differenziazione sociale e turismo, in Associazione Mediterranea di Sociologia del Turismo, P. Giudicini e A. Savelli (a cura di), "Strategie di comunità nel turismo mediterraneo", FrancoAngeli, Milano, 1999.
- G. Piazzi, Prefazione a AA.VV., Teoria del valore e senso capovolto, Quattroventi, Urbino, 2000.
- G. Piazzi, Prefazione a G. Manfré, Ambiente umano e valore di scambio, Quattroventi, Urbino, 2000.
- G. Manfré, G. Piazzi, A. Polettini (a cura di), Oltre la comunità: studio multidisciplinare di ritenzione in trattamento follow-up su ex-residenti di San Patrignano, FrancoAngeli, Milano, 2005.
- G. Piazzi, Postfazione a G. Manfré, "La società della società", QuattroVenti, Urbino, 2008.
- G. Piazzi, Julie, Quattroventi, Urbino 2009.
- G. Piazzi, Il Corpo d'Amore (a cura di G. Manfré), I Libri di Emil, Bologna, 2019.